# بادیگارد (فیلم ۱۹۹۵)
بادیگارد (به هندی: Angrakshak) فیلمی است محصول سال ۱۹۹۵ و به کارگردانی راوی راجا پینستی است. در این فیلم بازیگرانی همچون سانی دئول، پوجا بات، کولبوشان کارباندا، سعید جعفری ایفای نقش کرده‌اند.